# Ясне (Новгород-Сіверський район)
Ясне́ — село в Україні, у Новгород-Сіверській міській громаді Новгород-Сіверського району Чернігівської області. Населення становить 42 осіб. До 2020 орган місцевого самоврядування — Чайкинська сільська рада.

## Історія
12 червня 2020 року, відповідно до розпорядження Кабінету Міністрів України № 730-р «Про визначення адміністративних центрів та затвердження територій територіальних громад Чернігівської області», увійшло до складу Новгород-Сіверської міської громади.
19 липня 2020 року, в результаті адміністративно - територіальної реформи та ліквідації колишнього Новгород-Сіверського району, село увійшло до новоствореного Новгород-Сіверського району Чернігівської області.
30 квітня 2024 року під час обстрілу російським агресором у напрямку села зафіксовано чотири приходи, ймовірно, НАР з літака. 